# St. Marien (Wilhelmshaven)

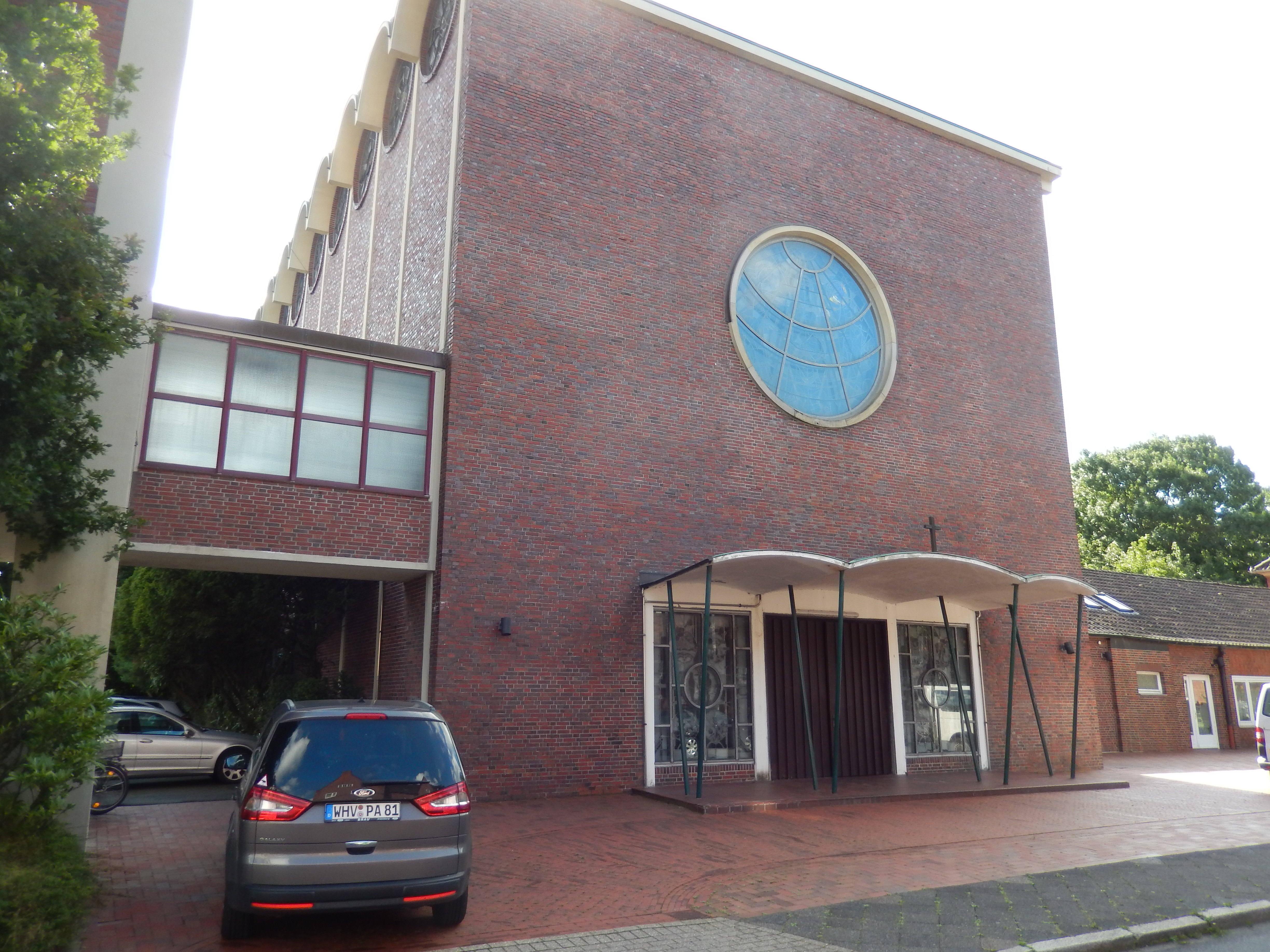
St. Marienkirche in Wilhelmshaven

St. Marien ist eine katholische Kirche in Wilhelmshaven. Der moderne Bau aus dem Jahr 1956 steht an der Otto-Meentz-Straße Ecke Bremer Straße im Hansaviertel des Stadtteils Bant. St. Marien gehört als Filialkirche zur Pfarrgemeinde St. Willehad.

## Geschichte
Seit der Reformation war das Jadegebiet rein protestantisch. Erst mit dem Bau des preußischen Kriegshafens Wilhelmshaven kamen wieder Katholiken dorthin, die ersten waren katholische Hafenarbeiter. Für sie gab es zunächst nur eine behelfsmäßige seelsorgerliche Betreuung durch die Missionsgeistlichen in Varel. Am 12. August 1860 hielt Missionar Johannes Schrandt zum ersten Mal seit ca. 300 Jahren wieder einen katholischen Gottesdienst im Jadegebiet.
Als Wilhelmshaven 1872 mit Johannes Holzenkamp einen Kaplan erhielt, wurde begonnen, den Bau einer Kirche zu planen. Aufgrund Bismarcks Kulturkampf mit der katholischen Kirche baute man die Kirche nicht auf preußischem Gebiet, sondern wich auf das Territorium des politisch freieren Großherzogtum Oldenburg aus. So entstand 1878/1879 die erste katholische Kirche im Bereich des heutigen Wilhelmshaven an der Ansgaristraße in Bant, einfach gehalten, ohne Turm oder Glocken. Sie wurde am 21. Juli 1884 durch den damaligen Bischof von Münster, Johannes Brinkmann, konsekriert. Zunächst war St. Marien eine Kapellengemeinde der Pfarrei Jever, 1914 wurde sie selbstständig.
Diese erste Marienkirche überstand den Zweiten Weltkrieg nicht: Beim schlimmsten Luftangriff auf Wilhelmshaven am 15. Oktober 1944 wurde sie komplett zerstört. Als Notkirche diente zunächst das ausgebrannte Pfarrheim, welches sich jedoch als zu klein für die Gemeinde erwies. Im Juni 1948 errichtete man am heutigen Standort St. Mariens eine für 10.000 Reichsmark erstandene Baracke.
Aufgrund der allgemeinen Wohnungsnot wurde 1951 zunächst ein Pfarrhaus gebaut, bevor neben der Barackenkirche schließlich die neue St.-Marien-Kirche errichtet wurde. Ihre Grundsteinlegung erfolgte am 10. Oktober 1954 durch Prälat Heinrich Grafenhorst und am 14. Juli 1955 wurde das Richtfest gefeiert. Am 23. und 24. Juni 1956 fand die Weihe durch Weihbischof Heinrich Baaken statt. Zu diesem Zeitpunkt waren die Bauarbeiten noch nicht abgeschlossen, da es u. a. aufgrund der komplizierten Dachkonstruktion Verzögerungen gab. Erst ab November konnten die Glocken geläutet werden, die Heizung wurde nicht vor 1958 eingebaut.
Zu dieser Zeit zählte die Gemeinde etwa 4000 Mitglieder, 1300 besuchten sonntags die Messe. Im Zuge der negativen Bevölkerungsentwicklung Wilhelmshavens, des allgemeinen Katholikenrückgangs und des Baus der Kirche St. Ansgar im nahen Stadtteil Aldenburg schrumpfte die Gemeinde auf ca. 2000 Mitglieder im Jahr 2006, von denen etwa 200 regelmäßig am sonntäglichen Gottesdienst teilnahmen.
Seit der Fusion aller katholischen Kirchengemeinden in Wilhelmshaven, Sande und Roffhausen im Jahre 2008 gehört St. Marien als Filialkirche zur Kirchengemeinde St. Willehad.

## Architektur

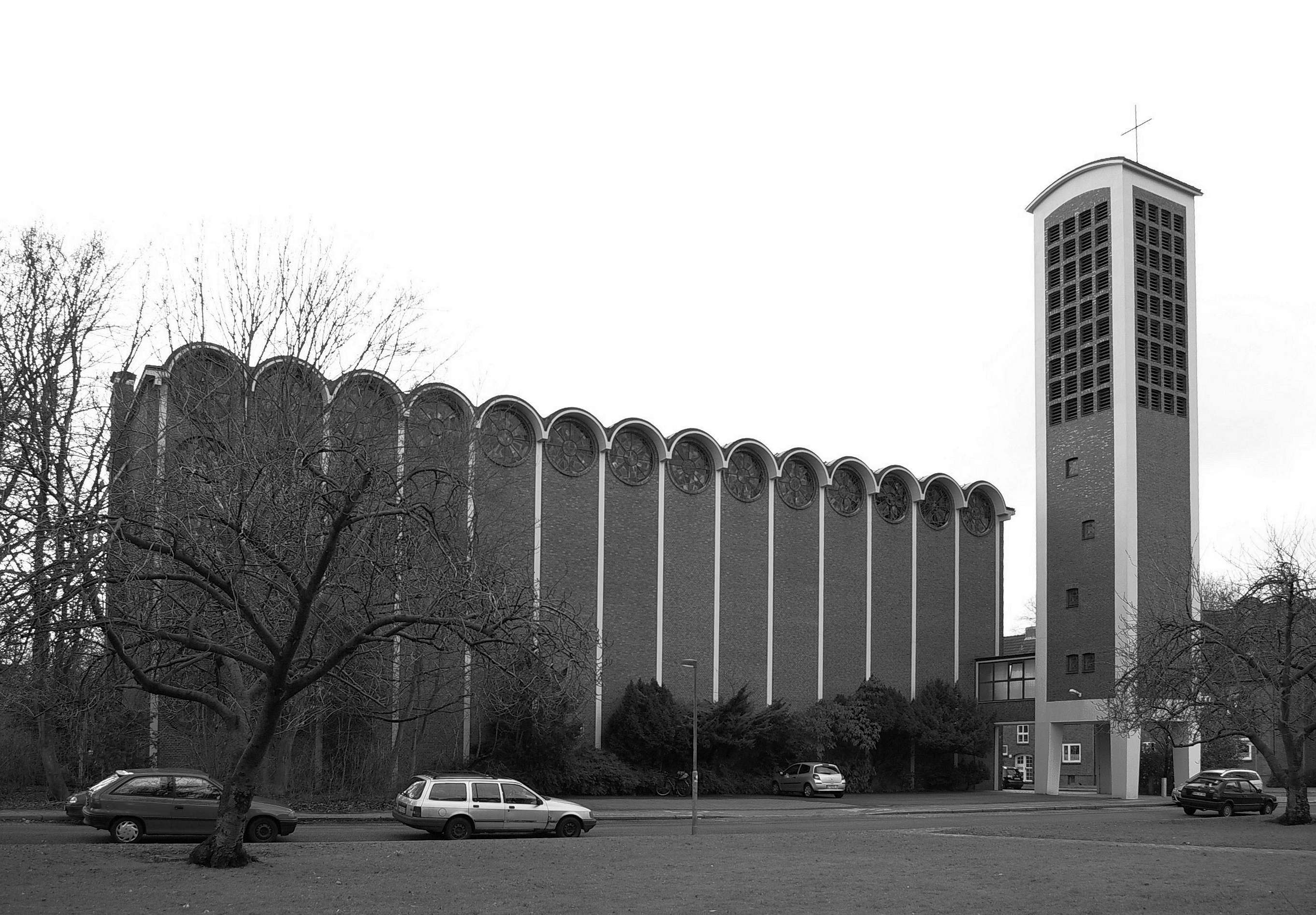
Ansicht von Norden (Bremer Straße)

Das Gebäude wurde nach Plänen des Architekten Gert Rohling errichtet. Die tragenden Teile bestehen aus weiß gestrichenem Beton, rote Klinker füllen die Flächen. Das Dach besteht aus 14 nebeneinander angeordneten Halbröhren aus Beton, die von 15 Betonsäulen gestützt werden. In den Rundungen der Halbröhren befindet sich je ein kreisrundes Mosaikfenster. Direkt an die Kirche schließt sich das Pfarrhaus an.
Der 32 Meter hohe Glockenturm steht frei, in ca. fünf Meter Höhe befindet sich ein Brückengang als Zugang von der Kirche zum Turm. Der Grundriss ist quadratisch, vier weiße Betonpfeiler bilden die Ecken, die Flächen sind wiederum aus roten Klinkern. Die ersten ca. vier Meter des Turms sind nicht verfüllt, das heißt, man kann zwischen den Pfeilern hindurchgehen. Im oberen Drittel befinden sich auf jeder der vier Seiten 36 „Fenster“, durch die das Glockenläuten nach draußen schallt. Das Dach ist leicht geschwungen.
Der Neubau galt Mitte der 1950er als ausgesprochen modern, vor allem das Dach erregte Aufsehen.

## Ausstattung
Der Innenraum der Kirche bietet 320 Sitzplätze, die Bänke bilden zwei Blöcke mit einem Gang in der Mitte. Direkt an den Hauptraum angeschlossen befindet sich parallel zu ihm eine Kapelle, die für kleinere Versammlungen genutzt wird.
Die gegenwärtige Gestaltung des Chorraums stammt aus dem Jahr 1984/1985. Die Verzierung des Tabernakels zeigt Ähren und Weintrauben, umgeben wird er von einer Darstellung des brennenden Dornenbusches. An der Rückwand befindet sich das in ein Wandbild eingefasste und vom Künstler Espeter geschaffene Mosaikhängekreuz. Die Wand über dem Eingang hat ein großes Rundfenster, das Maria als Christusträgerin darstellt.
Die Orgel wurde im Jahr 1969 vom Wilhelmshavener Unternehmen Orgelbau Führer gebaut. Sie besitzt 18 Register und wird über eine mechanische Tastatur gespielt, die Windlade ist als Schleiflade ausgeführt.
Im Glockenturm befinden sich vier Glocken aus Bronze.

## Seelsorger
Auflistung der Seelsorger (seit 1914 Pfarrer) der St.-Marien-Gemeinde:
- 1872–1882: Johannes Holzenkamp, Kaplan
- 1822–1887: Everhard Illigens, Kaplan
- 1887–1888: Dr. Alvin Meistermann, Kaplan
- 1888–1900: Heinrich Kühling, Kaplan
- 1900–1911: Clemens Meistermann, Kaplan
- 1911–1916: Dominikus Römann, Kaplan
- 1916–1934: Heinrich Pölking
- 1934–1942: Anton Fortmann
- 1942–1947: Heinrich Grafenhorst
- 1947–1974: Johannes Landwehr
- ab 1974: Dechant Franz-Josef Hachmöller